# Roelof Klein
Roelof Klein, nizozemski veslač, * 7. junij 1877, Lemmer, † 13. februar 1960, Montclair, New Jersey, ZDA.
Klein je veslal za veslaški klub Minerva Amsterdam. Na Poletnih olimpijskih igrah 1900 v Parizu je v dvojcu s krmarjem osvojil zlato medaljo, v osmercu pa bronasto.